# Luccombe
Luccombe is een civil parish in het bestuurlijke gebied Somerset West and Taunton, in het Engelse graafschap Somerset met 157 inwoners.